# Unterfladnitz
Unterfladnitz war bis Ende 2014 eine Gemeinde mit 1575 Einwohnern (Stand 1. Jänner 2014) im Bezirk Weiz im österreichischen Bundesland Steiermark. Im Rahmen der Gemeindestrukturreform in der Steiermark wurde sie mit 1. Jänner 2015 mit den Gemeinden Etzersdorf-Rollsdorf und Sankt Ruprecht an der Raab zusammengeschlossen, die neue Gemeinde führt den Namen Marktgemeinde Sankt Ruprecht an der Raab weiter. Grundlage dafür ist das Steiermärkische Gemeindestrukturreformgesetz – StGsrG.

## Geografie

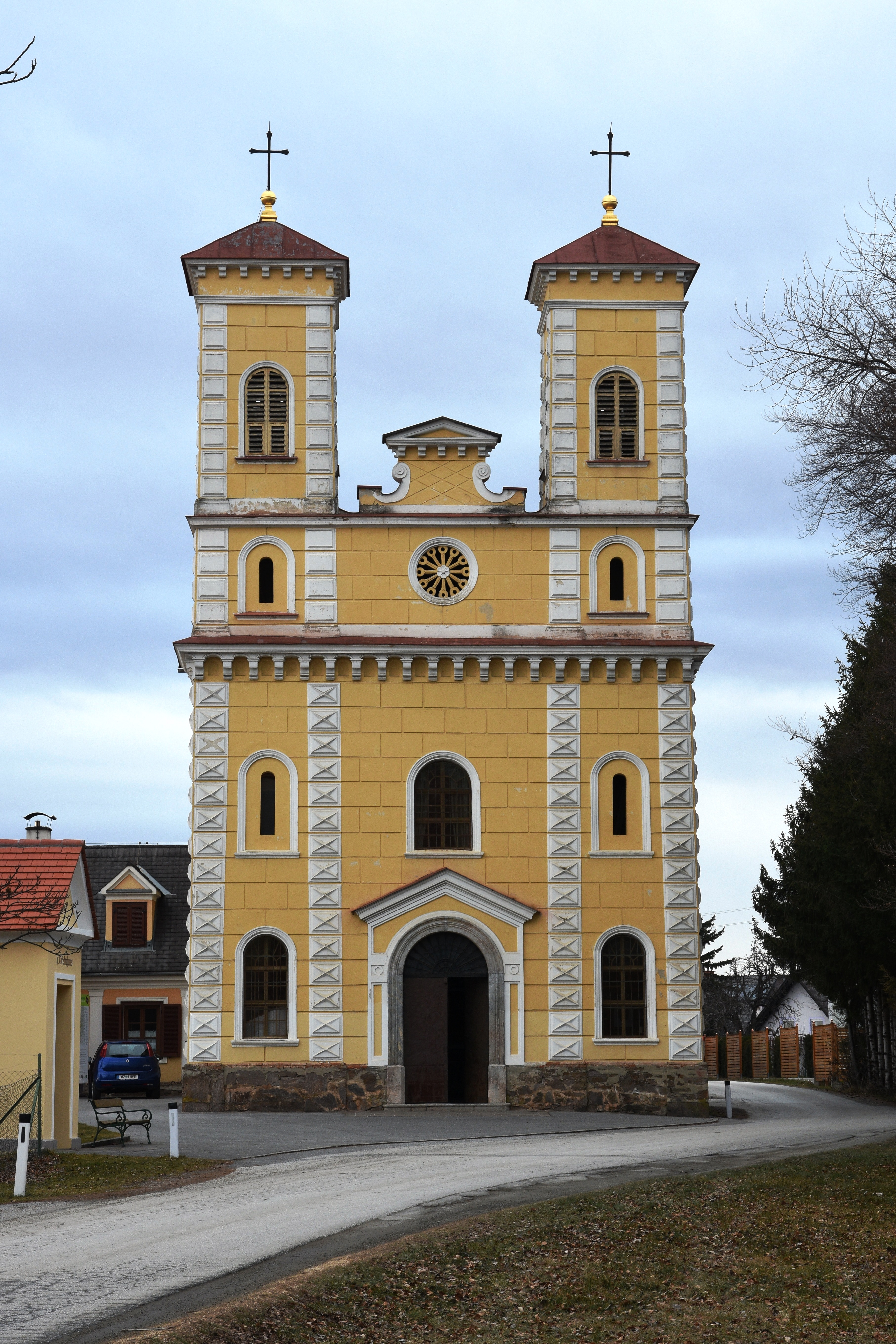
Kalvarienbergkirche Breitegg

Unterfladnitz liegt in der Oststeiermark. Der Ortsteil ist circa fünf Kilometer von Weiz, der Bezirkshauptstadt, entfernt. Der Weizbach und der Fladnitzbach durchfließen den Ort.

### Gemeindegliederung
Das Gemeindegebiet umfasste folgende sechs Ortschaften (in Klammern Einwohnerzahl Stand 1. Jänner 2024)
- Arndorf bei Sankt Ruprecht an der Raab (263)
- Dietmannsdorf (91)
- Kühwiesen (274)
- Neudorf bei Sankt Ruprecht an der Raab (295)
- Unterfladnitz (327)
- Wollsdorf (511)

Der Gemeindeteil besteht aus den sechs Katastralgemeinden Arndorf, Dietmannsdorf, Kühwiesen, Neudorf bei St. Ruprecht, Unterfladnitz und Wollsdorf.

### Eingemeindungen
Die 1850 entstandenen Gemeinden Arndorf bei Sankt Ruprecht an
der Raab, Neudorf bei Sankt Ruprecht an der Raab und Unterfladnitz wurden mit 1. Jänner 1952 zur Gemeinde Unterfladnitz zusammengelegt. Mit 1. Jänner 1969 wurden die Gemeinden Kühwiesen und Unterfladnitz zur Gemeinde Unterfladnitz vereinigt. Die damalige Gemeinde Kühwiesen entstand aus der Vereinigung der ebenfalls 1850 entstandenen Gemeinden Wollsdorf und Kühwiesen im Jahr 1952.
Mit 1. Jänner 2015 fusionierte die Gemeinde im Zuge der Steiermärkischen Gemeindestrukturreform gemeinsam mit dem Nachbarort Etzersdorf-Rollsdorf mit der Marktgemeinde Sankt Ruprecht an der Raab.

## Geschichte
Gründer und Namensgeber von Arndorf war der bayerische Pfalzgraf Aribo II. († 1026; um 1171 kam die Ansiedlung als Arberdorf vor, auch: Erbendorf).
Unterfladnitz wird im Jahr 1265 als „Fletnytz“ erstmals urkundlich genannt. Das Schloss Unterfladnitz wurde Mitte des 14. Jahrhunderts von den Fladnitzern errichtet und am 26. Juli 1724 durch ein Unwetter zerstört.

## Politik
Der letzte Bürgermeister der Gemeinde war Gerhard Hütter.
Der Gemeinderat setzte sich nach den Wahlen von 2010 wie folgt zusammen:
- 11 ÖVP
- 4 SPÖ

### Wappen
Die Gemeinde führte von 2006 bis Ende 2014 folgendes Wappen: „Über schwarzem Schildfuß und einem erniedrigten goldenen, unten dreifach gezinnten und mit zwei schwarzen je dreiteiligen Ährengruppen belegten Balken in Rot ein goldenes Rundfenster in Form einer Rosette aus zwölf ringförmig durchbrochen auslaufenden Strahlen, das Kreiszentrum mit einer goldenen sechsblättrigen heraldischen Rose belegt.“

## Kultur und Sehenswürdigkeiten
- Kalvarienbergkirche Breitegg

## Wirtschaft und Infrastruktur
Kindergarten, Volksschule und Hauptschule befinden sich in Sankt Ruprecht. Der Gemeindeteil ist landwirtschaftlich geprägt. Obstbau und Feldgemüse spielen eine große Rolle.

### Verkehr
Unterfladnitz ist verkehrlich einerseits über die Rechberg Straße B 64 und andererseits mit einer Station der Landesbahn Gleisdorf–Weiz erschlossen. Die Landesbahnen bieten stündliche Zugverbindungen in Richtung Weiz und Gleisdorf sowie einige Direktzüge nach Graz an.
Weiters befindet sich in Unterfladnitz der Flugplatz Weiz/Unterfladnitz.